# Andre Drummond
Andre Jamal Drummond (Mount Vernon, Nueva York, 10 de agosto de 1993) es un baloncestista estadounidense que pertenece a la plantilla de los Philadelphia 76ers de la NBA. Con 2,11 metros de estatura, juega en la posición de pívot.

## Carrera

### Instituto
Andre Drummond empezó sus años de instituto en el Capital Preparatory Magnet School, en los Capital Prep Trailblazers, donde en su año (freshman), promedió 12.7 puntos, 11.9 rebotes y 6.5 tapones por partido. En su segundo año (sophomore) elevó sus promedios hasta los 20.2 puntos, 16.6 rebotes y 7.2 tapones por partido, subiendo posiciones en las listas de los mejores jugadores de instituto. Para los siguientes dos años de instituto cambió los Capital Prep Trailblazers por los St. Thomas More Chancellors donde mejora su juego y sus estadísticas hasta llegar a ser considerado el mejor jugador de instituto de su generación por ESPN.
En la temporada 2010-2011 lideró a los Chancellors al National prep Championship derrotando en la final a Notre Dame prep por 90-74, siendo nombrado MVP de la final al anotar 19 puntos.

### Universidad
Al graduarse en el instituto dijo que su intención era pasar un año de post-graduado en  Wilbraham & Monson Academy. Dos semanas más tarde cambió su decisión y decidió unirse a la Universidad de Connecticut, para jugar en los UConn Huskies a las órdenes del miembro del Hall of Fame Jim Calhoun. Otras universidades que mostraron interés en reclutar a Drummond fueron Kentucky, Louisville, Georgetown y Virginia Occidental. 
Durante su primer año, en la temporada 2011-12, promedió 10 puntos 7,6 rebotes y 2,7 tapones por partido en los 34 partidos de temporada regular. Los UConn Huskies acabaron la temporada regular en la novena posición de la South Region clasificándose para el torneo final de la NCAA donde cayeron en primera ronda frente a Iowa State por 77-64.
Al acabar su primera temporada en la Universidad de Connecticut decidió declararse elegible para el draft de la NBA. Las previsiones lo situaban entre las primeras 10 elecciones de la primera ronda, siendo uno de los jugadores interiores más importantes de su generación. Fue invitado por la NBA a la Green room con las otras previsibles 14 primeras elecciones.

#### Estadísticas
| Año     | Equipo      | PJ | PT | MPP  | %TC  | %3P  | %TL  | RPP | APP | ROB | TPP | PPP  |
| ------- | ----------- | -- | -- | ---- | ---- | ---- | ---- | --- | --- | --- | --- | ---- |
| 2011–12 | Connecticut | 34 | 30 | 28.4 | .538 | .000 | .295 | 7.6 | .4  | .8  | 2.7 | 10.0 |

### NBA

#### Detroit Pistons

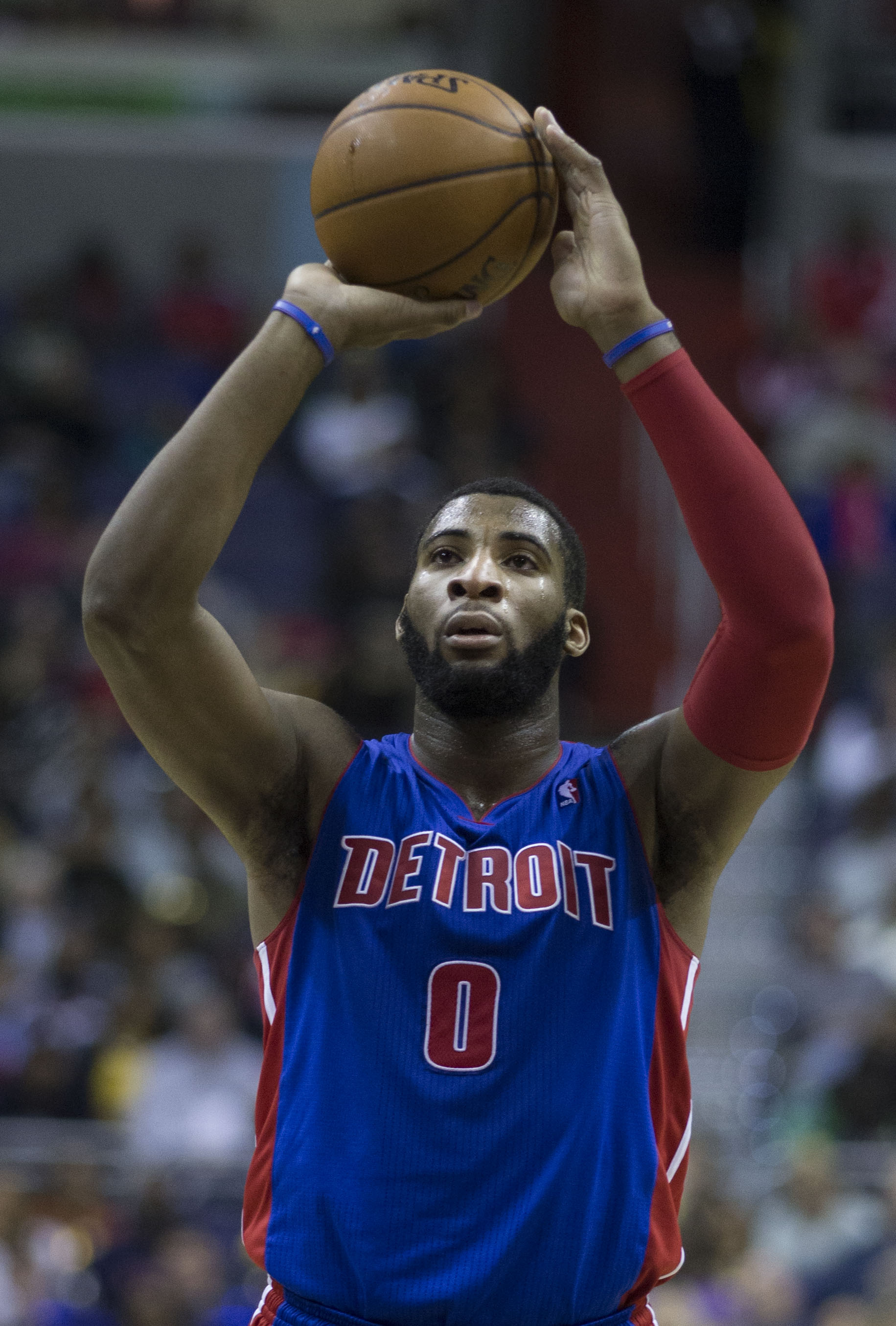
Drummond con los Pistons en 2014.

Drummond fue elegido en la novena posición del Draft de la NBA de 2012 por los Detroit Pistons. En su primera temporada, Drummond se convirtió rápidamente en uno de los jugadores más efectivos de los Pistons, promediando 7,9 puntos, 7,6 rebotes, 1 robo y 1,6 tapones en solo 20,7 minutos por partido.
Tras siete temporadas como pívot titular Detroit, en las que fue en 3 ocasiones máximo rebotearor de la NBA, 2 veces AllStar (2016 y 2018) y llevó al equipo a clasificarse en dos ocasiones para playoffs, el 6 de febrero de 2020, es traspasado a Cleveland Cavaliers, a cambio de Brandon Knight, John Henson, y una futura ronda del draft de 2023.

#### Cleveland Cavaliers
Apenas pudo disputar 8 encuentros de temporada regular antes del parón por la pandemia de COVID-19. Tras eso, Cleveland no formó parte de los 22 equipos participantes en la "burbuja de Orlando", pero aun así volvió a terminar como máximo reboteador de la NBA.
El 26 de marzo de 2021, se confirmó la rescisión de contrato (buyout) por parte de los Cavs.

#### Los Angeles Lakers
Dos días más tarde, el 28 de marzo, se oficializa su fichaje por Los Angeles Lakers.

#### Philadelphia 76ers
El 3 de agosto de 2021 firma un contrato mínimo por una temporada con los Philadelphia 76ers.

#### Brooklyn Nets
El 10 de febrero de 2022 es traspasado junto a Ben Simmons y Seth Curry a Brooklyn Nets, a cambio de James Harden y Paul Millsap.

#### Chicago Bulls
El 30 de junio de 2022, firma un contrato por 2 temporadas y $6,6 millones con Chicago Bulls.
Durante su segundo año en Chicago, el 26 de diciembre de 2023 ante Atlanta Hawks, consigue un doble-doble de 24 puntos y 25 rebotes. Cuatro días después, el 30 de diciembre ante Philadelphia 76ers, atrapa 23 rebotes.

#### Regreso a Philadelphia
Tras dos años en Chicago, el 30 de junio de 2024, firma por dos temporadas y $10 millones con Philadelphia 76ers.

### Selección nacional
En 2009 participó con la selección júnior de Estados Unidos en el Campeonato FIBA Américas Sub-16 celebrado en Argentina y proclamándose campeón.
Al año siguiente, participó con la selección Sub-17 de los Estados Unidos en el Mundial Sub-17 de 2010, donde consiguió la medalla de oro, promediando 8,6 puntos y 6,8 rebotes.
Drummond fue miembro de la selección nacional de Estados Unidos que ganó la medalla de oro en la Copa Mundial de Baloncesto de 2014, disputada en España.

## Estadísticas de su carrera en la NBA
|  | Líder de la liga |

### Temporada regular
| Año      | Equipo       | PJ  | PT  | MPP  | %TC  | %3P  | %TL  | RPP  | APP | ROB | TPP | PPP  |
| -------- | ------------ | --- | --- | ---- | ---- | ---- | ---- | ---- | --- | --- | --- | ---- |
| 2012-13  | Detroit      | 60  | 10  | 20.7 | .608 | .500 | .371 | 7.6  | .5  | 1.0 | 1.6 | 7.9  |
| 2013-14  | Detroit      | 81  | 81  | 32.3 | .623 | .000 | .418 | 13.2 | .4  | 1.2 | 1.6 | 13.5 |
| 2014-15  | Detroit      | 82  | 82  | 30.5 | .514 | .000 | .389 | 13.5 | .7  | .9  | 1.9 | 13.8 |
| 2015-16  | Detroit      | 81  | 81  | 32.9 | .521 | .333 | .355 | 14.8 | .8  | 1.5 | 1.4 | 16.2 |
| 2016-17  | Detroit      | 81  | 81  | 29.7 | .530 | .286 | .386 | 13.8 | 1.1 | 1.5 | 1.1 | 13.6 |
| 2017-18  | Detroit      | 78  | 78  | 33.7 | .529 | .000 | .605 | 16.0 | 3.0 | 1.5 | 1.6 | 15.0 |
| 2018-19  | Detroit      | 79  | 79  | 33.5 | .533 | .132 | .590 | 15.6 | 1.4 | 1.7 | 1.7 | 17.3 |
| 2019-20  | Detroit      | 49  | 48  | 33.8 | .530 | .048 | .584 | 15.8 | 2.8 | 2.0 | 1.7 | 17.8 |
| 2019-20  | Cleveland    | 8   | 8   | 28.1 | .552 | .286 | .513 | 11.1 | 1.8 | 1.5 | 1.4 | 17.5 |
| 2020-21  | Cleveland    | 25  | 25  | 28.9 | .474 | .000 | .597 | 13.5 | 2.6 | 1.6 | 1.2 | 17.5 |
| 2020-21  | L.A. Lakers  | 21  | 21  | 24.8 | .531 | —    | .605 | 10.2 | 1.4 | 1.1 | 1.0 | 11.9 |
| 2021-22  | Philadelphia | 49  | 12  | 18.4 | .538 | .000 | .512 | 8.8  | 2.0 | 1.1 | .9  | 6.1  |
| 2021-22  | Brooklyn     | 24  | 24  | 22.3 | .610 | .000 | .537 | 10.3 | 1.4 | .9  | 1.0 | 11.8 |
| 2022-23  | Chicago      | 67  | 0   | 12.7 | .606 | .000 | .536 | 6.6  | .5  | .7  | .4  | 6.0  |
| 2023-24  | Chicago      | 79  | 10  | 17.1 | .556 | .000 | .592 | 9.0  | .5  | .9  | .6  | 8.4  |
| 2024-25  | Philadelphia | 40  | 23  | 18.8 | .500 | .150 | .622 | 7.8  | .9  | 1.0 | .5  | 7.3  |
| Total    | Total        | 904 | 663 | 26.8 | .542 | .129 | .486 | 12.1 | 1.2 | 1.3 | 1.3 | 12.5 |
| All-Star | All-Star     | 2   | 0   | 18.0 | .833 | .000 | —    | 8.0  | .0  | 1.0 | .5  | 15.0 |

### Playoffs
| Año   | Equipo      | PJ | PT | MPP  | %TC  | %3P  | %TL  | RPP  | APP | ROB | TPP | PPP  |
| ----- | ----------- | -- | -- | ---- | ---- | ---- | ---- | ---- | --- | --- | --- | ---- |
| 2016  | Detroit     | 4  | 4  | 32.8 | .519 | .000 | .324 | 9.0  | .0  | .3  | 1.5 | 16.8 |
| 2019  | Detroit     | 4  | 4  | 31.8 | .444 | .000 | .429 | 13.0 | 2.3 | 1.5 | 1.3 | 14.3 |
| 2021  | L.A. Lakers | 5  | 5  | 21.0 | .594 | .000 | .700 | 11.0 | .0  | .8  | .6  | 9.0  |
| 2022  | Brooklyn    | 4  | 4  | 15.0 | .545 | —    | .600 | 3.0  | .8  | 1.3 | .8  | 3.8  |
| Total | Total       | 17 | 17 | 24.9 | .510 | .000 | .429 | 9.1  | .7  | .9  | 1.0 | 10.8 |

## Estilo de juego

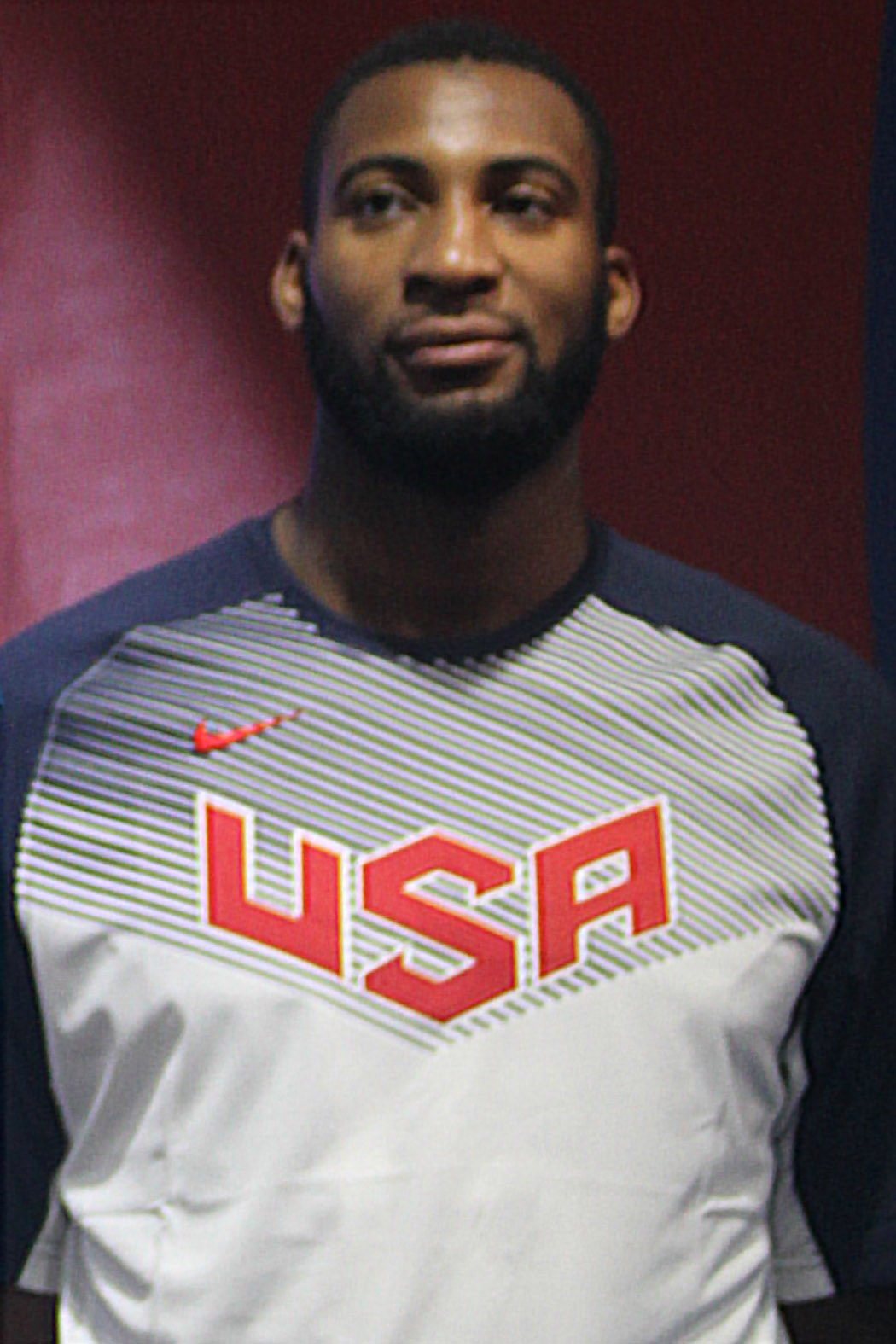
Drummond con la Selección de Estados Unidos en el Mundial de Baloncesto de 2014.

Destaca por su capacidad atlética y su fuerza, tiene una gran capacidad reboteadora, tanto ofensiva como defensivamente, su velocidad en comparación a otros jugadores de su tamaño le permite correr el contraataque. Tiene una habilidad de tiro de media distancia aceptable para su posición, pero carece de consistencia en las distancias más largas. Necesita mejorar sus movimientos en el poste. Tiene una tremenda facilidad para realizar mates sobre defensores. Es un jugador de un potencial enorme, llamado a dominar las pinturas en la NBA, donde cada vez son más escasos los pívots tradicionales.

## Galardones y logros

### Títulos internacionales de selección
- Medalla de Oro en Copa Mundial de Baloncesto de 2014

### Galardones y logros personales
- Elegido para el segundo mejor quinteto de rookies 2013, de la NBA
- 2 veces elegido para jugar el All-Star Game de la NBA: 2016 y 2018
- 1 vez en el tercer mejor quinteto de la NBA: 2016
- Líder de la temporada NBA 2015-16 en rebotes: 14.79
- Líder de la temporada NBA 2017-18 en rebotes: 15.99
- Líder de la temporada NBA 2018-19 en rebotes: 15.59
- Líder de la temporada NBA 2019-20 en rebotes: 15.16